# La Vengeance dans la peau (film)
Pour le roman initial, voir La Vengeance dans la peau.
Pour les articles homonymes, voir The Bourne Ultimatum.
Série Jason Bourne
La Mort dans la peau
(2004) Jason Bourne : L'Héritage
(2012)
Pour plus de détails, voir Fiche technique et Distribution.
La Vengeance dans la peau (The Bourne Ultimatum) est un film américano-allemand réalisé par Paul Greengrass et sorti en 2007. Il fait partie de la série de films inspirée des romans de Robert Ludlum et débutée avec La Mémoire dans la peau en 2002.

## Synopsis
Moscou. Après avoir neutralisé Kirill, Jason Bourne, blessé et ayant des flashbacks du moment où il a rejoint Treadstone, parvient à échapper à la police après s'être soigné et quitte la capitale russe. Six semaines plus tard, au siège de la CIA à Langley, Pamela Landy fait écouter l'enregistrement audio de la confession de Ward Abbott, l'ancien chef de Treadstone, au directeur Ezra Kramer. Au même moment, un journaliste britannique du Guardian, Simon Ross, se rend à Turin pour y rencontrer un informateur qui lui parle de Bourne et de l'opération Blackbriar, qui a succédé à Treadstone. La CIA se met à suivre Ross dès son retour à Londres, après que son appel téléphonique où il mentionne Blackbriar a été détecté par l'agence grâce au système Echelon. Bourne se rend à Paris afin d'y informer Martin, le frère de Marie Kreutz, de l'assassinat de cette dernière en Inde.
Bourne lit les articles de Ross et organise une rencontre avec le journaliste à la gare de Waterloo. Au lieu dit, Bourne remarque que Ross est suivi par des agents de la CIA et l'aide pendant un certain temps à leur échapper, avant que le journaliste, paniqué, ne se fasse assassiner par un homme de Blackbriar, Paz, en plein public, sur ordre du directeur des opérations spéciales, Noah Vosen. L'équipe de Vosen, assisté à contrecœur par Landy, analyse les notes de Ross et découvre que la source est Neil Daniels, un chef de station impliqué dans Treadstone et Blackbriar. Grâce au carnet de notes de Ross qu'il a récupéré après sa mort, Bourne découvre une adresse à Madrid, qui sert de couverture à la CIA. Lorsqu'il débarque, Bourne trouve les lieux vides. Vosen envoie des hommes pour retrouver Daniels, mais ils sont neutralisés par Bourne. Nicky Parsons, l'ancienne technicienne de Treadstone à Paris, arrive et décide d'aider Bourne à échapper à une unité de la CIA, tout en lui avouant que Daniels se trouve à Tanger avec des dossiers sur Blackbriar. Sur place, ils découvrent qu'un autre homme de Blackbriar, Desh, est chargé de tuer Daniels. Vosen apprend que Parsons utilise son accès d'autorisation officielle de la CIA afin de localiser Daniels et d'envoyer un faux message à Desh. Il décide également de faire éliminer Bourne et Parsons par Desh, ce que désapprouve fortement Landy. Bourne suit Desh, mais ne peut empêcher Daniels d'être tué par une bombe. Cependant, il parvient à neutraliser Desh avant qu'il n'essaie de tuer Nicky. Bourne décide d'envoyer Nicky, qui semble avoir des sentiments pour lui, en clandestinité pour sa sécurité. À la morgue de Tanger, Bourne examine le contenu de la mallette de Daniels et trouve l'adresse d'un bureau de la CIA à New York, d'où Vosen dirige Blackbriar.
Bourne se trouve à New York et appelle Landy sur son portable, qui lui révèle sa véritable identité, David Webb, ainsi que sa date de naissance. Vosen intercepte l'appel. Landy reçoit un message de Bourne lui indiquant un endroit pour la rencontrer, tandis que Vosen, découvrant ce message, décide de la faire suivre par son équipe. Mais il s'agit d'une ruse de Bourne afin d'entrer dans le bureau de Vosen pour voler dans un coffre-fort les documents classés de Blackbriar. Se rendant compte qu'il a été berné, Vosen envoie Paz à la chasse du fugitif, mais Bourne prend le dessus au cours d'une course-poursuite en voiture, puis décide d'épargner la vie de Paz, blessé.
Bourne arrive dans un immeuble situé au 415 East 71st Street, en ayant compris le message codé de Landy concernant sa date de naissance. Il y retrouve Landy et lui confie les dossiers de Vosen avant d'aller à l'intérieur afin d'en finir. Vosen met en garde le docteur Albert Hirsch, qui a soumis Bourne à un traitement pour Treadstone et retrouve la trace de Landy. Il la suit, mais ne peut empêcher Landy de faxer les documents. Bourne retrouve Hirsch et se souvient qu'il s'est porté volontaire pour Treadstone. Toutefois, Bourne est pourchassé par Paz sur le toit, mais parvient à le convaincre de baisser son arme en répétant les derniers mots d'un homme de Treadstone sur ce que font les tueurs. Vosen débarque et tire sur Bourne au moment où il saute dans l'East River.
Quelque temps plus tard, une enquête est ouverte à la suite des révélations des documents de Blackbriar, qui conduit à l'arrestation de Hirsch et Vosen et sur la révélation de l'implication de Kramer. Nicky, qui regarde le journal télévisé parlant de cette affaire, apprend que le corps de Bourne n'a pas été retrouvé trois jours après les évènements. La jeune femme sourit, comprenant que Bourne est toujours en vie. En effet, Bourne a survécu à sa chute et s'est échappé en nageant loin dans l'East River.

## Fiche technique
- Titre original : The Bourne Ultimatum
- Titre français : La Vengeance dans la peau
- Réalisation : Paul Greengrass
- Scénario : Tony Gilroy, Scott Z. Burns et George Nolfi, , d'après une histoire de Tony Gilroy et d'après La Vengeance dans la peau de Robert Ludlum
- Musique : John Powell
- Direction artistique : Alan Gilmore (supervision), Robert Cowper, Jason Knox-Johnston, Andy Nicholson
- Décors : Peter Wenham (supervision), Tina Jones
- Costumes : Shay Cunliffe
- Directeur de la photographie : Oliver Wood
- Montage : Christopher Rouse
- Producteurs : Frank Marshall, Doug Liman, Patrick Crowley et Paul L. Sandberg
- Sociétés de production : Universal Pictures, The Kennedy/Marshall Company, Motion Picture BET, Produktionsgesellschaft, Ludlum Entertainment, Angel Studios
- Société de distribution : Universal Pictures
- Pays de production :  États-Unis et  Allemagne
- Budget : 110 millions de dollars
- Format : couleurs - 35 mm - 2,35:1 - Son DTS / Dolby Digital / SDDS
- Genre : film d'espionnage et d'action
- Durée : 116 minutes
- Dates de sortie[4] :
  - États-Unis et Canada : 3 août 2007
  - France et Belgique : 12 septembre 2007

## Distribution

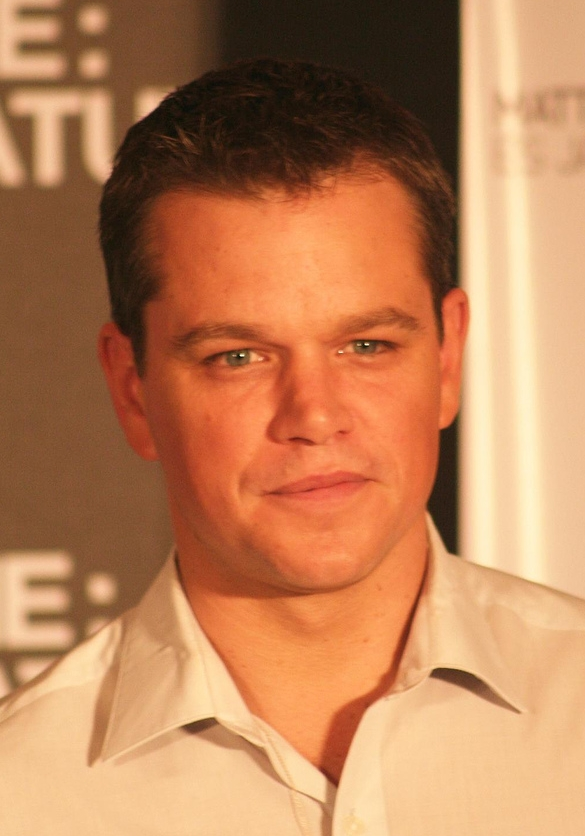
L'acteur principal Matt Damon, pour la promotion du film au Mexique en 2007.

- Matt Damon (VF : Damien Boisseau ; VQ : Gilbert Lachance) : Jason Bourne
- Julia Stiles (VF : Charlotte Corréa ; VQ : Camille Cyr-Desmarais) : Nicolette « Nicky » Parsons
- Joan Allen (VF : Véronique Augereau ; VQ : Claudine Chatel) : Pamela « Pam » Landy
- David Strathairn (VF : Hervé Bellon ; VQ : Daniel Lesourd) : Noah Vosen
- Scott Glenn (VF : Jean Barney ; VQ : Claude Préfontaine) : Ezra Kramer
- Paddy Considine (VF : Philippe Valmont ; VQ : Martin Watier) : Simon Ross
- Albert Finney (VF : Richard Leblond ; VQ : Yves Massicotte) : Dr Albert Hirsch
- Colin Stinton (VF : Philippe Dumond ; VQ : Pierre Auger) : le chef Neal Daniels
- Édgar Ramírez : Paz
- Tom Gallop (VF : Xavier Fagnon ; VQ : Alain Zouvi) : Tom Cronin
- Corey Johnson (VF : Stéphane Bazin ; VQ : François Godin) : Ray Wills
- Daniel Brühl (VF : Tristan Petitgirard ; VQ : Philippe Martin) : Martin Kreutz
- Joey Ansah : Desh Bouksani
- Lucy Liemann : Lucy
- Scott Adkins (VF : Franck Capillery) : l'agent Kiley
- Branko Tomovic et Laurentiu Possa : Policiers russes
- Trevor St. John : Leader de l'équipe tactique
- Michael Wildman : l'agent du CRI
- Franka Potente (VF : Virginie Méry) : Marie Kreutz (scènes de flashback)

 Source et légende : version française (VF) sur RS Doublage , Voxofilm et AlloDoublage ; version québécoise (VQ) sur Doublage.qc.ca

## Production

### Attribution des rôles
Freddy Rodríguez et Gael García Bernal étaient pressentis pour le rôle de Paz. Après leur refus, il est finalement revenu à Édgar Ramírez.

### Tournage

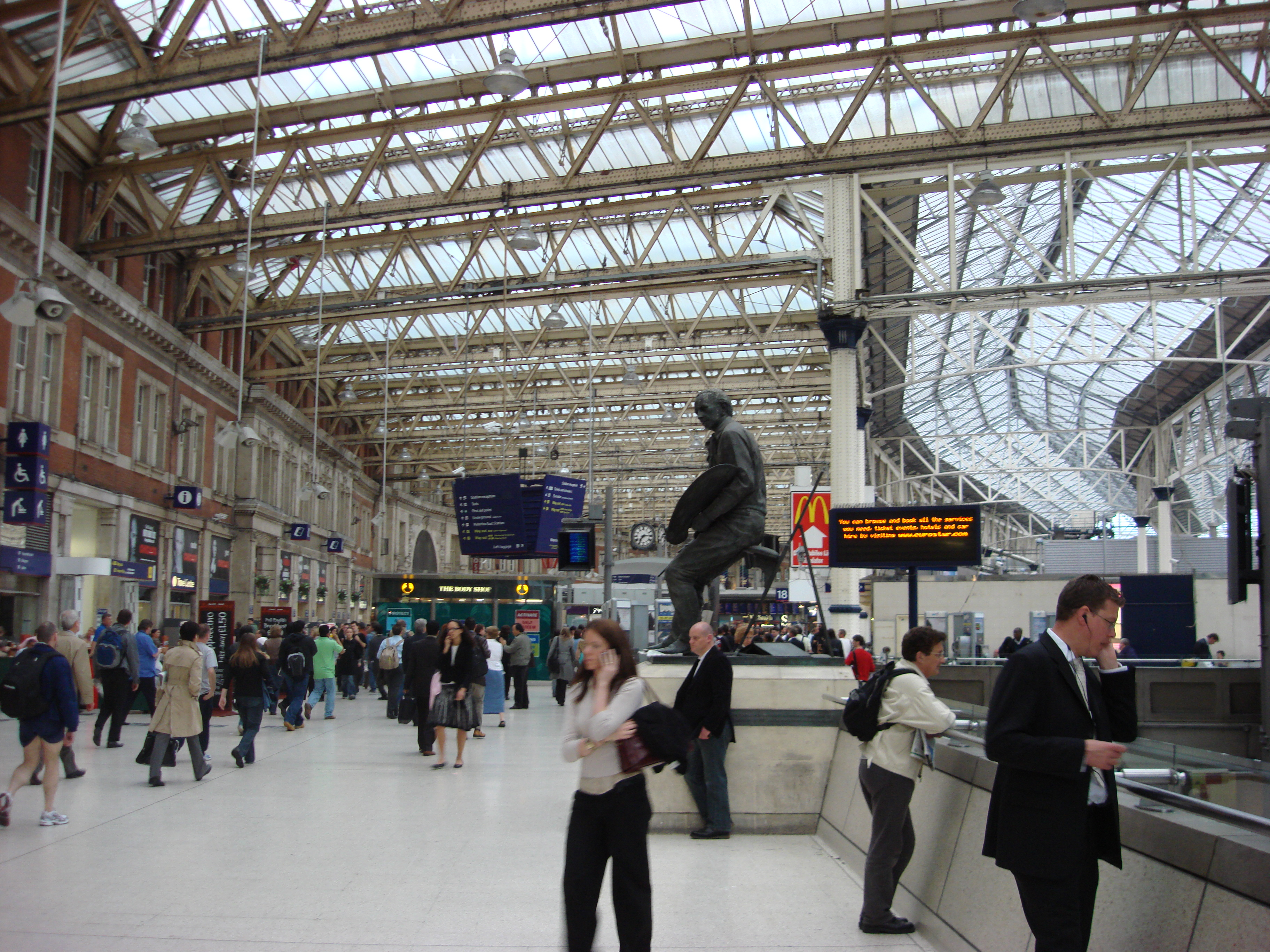
la gare londonienne gare de Waterloo, entre octobre 2006 et avril 2007

Le film a été tourné du 2 octobre 2006 à mars 2007 aux Pinewood Studios et en extérieur à Madrid, Paris (Sèvres - Lecourbe, gare du Nord), Turin, Tanger, New York (Kaufman Astoria Studios de Queens), Oxford et Londres (aéroport de Heathrow, Renaissance Chancery Court Hotel pour la scène du restaurant newyorkais, Mepham Street, gare de Charing Cross et gare de Waterloo).
Les scènes se déroulant à Moscou ont été tournées à la gare de Lichtenberg et sur la Platz der Vereinten Nationen (place des Nations-Unies) à Berlin[réf. nécessaire].
Le tournage de la scène de course poursuite en voiture dans les rues de New York a nécessité six semaines de tournage. Le New York City Police Department a cependant limité la vitesse à 35 miles/h (environ 57 km/h pour éviter tout accident lors du tournage).

### Musique
Albums de John Powell
Happy Feet
(2006) PS I Love You
(2007)
Bandes originales de Jason Bourne
La Mort dans la peau
(2004) Jason Bourne : L'Héritage
(2012)
La musique du film est composée par John Powell, déjà compositeur de la musique des deux films précédents. La chanson de Moby, Extreme Ways, qui servait de générique de fin aux deux premiers films, a été réenregistrée pour ce 3e film.
Liste des titres
1. Six Weeks Ago – (4:31)
2. Tangiers – (7:40)
3. Thinking of Marie – (3:51)
4. Assets and Targets – (7:18)
5. Faces Without Names – (3:31)
6. Waterloo – (10:38)
7. Coming Home – (3:19)
8. Man Versus Man – (5:46)
9. Jason Is Reborn – (4:04)
10. Extreme Ways (Bourne's Ultimatum) – (4:22) (interprété par Moby)

## Accueil

### Critiques
Sur le site Rotten Tomatoes, le film a obtenu un taux d'approbation global de 92 % basé sur 264 critiques et une note moyenne de 8⁄10, supérieure à celle des deux prédécesseurs. Le consensus du site décrit le film comme « un voyage à sensations non-stop intelligent et finement réglé. Une autre performance solide de Matt Damon et une superbe prise de vue de Paul Greengrass font de ce film le meilleur film de la trilogie Bourne ». Chez Metacritic, le site lui donne une note moyenne de 85⁄100 sur 38 critiques, ce qui indique une « acclamation universelle » et en fait le film le mieux classé de la franchise. L'accueil en France est aussi très positif, le site Allociné lui attribuant une moyenne de 4.1⁄5.

### Box-office
À sa sortie, le film réalise le meilleur démarrage de toute l'histoire du box-office américain pour un mois d'août avec près de 72 millions de dollars de recettes. Il devance alors les 57 millions de Mission impossible 2 (2000) et Meurs un autre jour (2002) et ses 47 millions.
| Pays ou région    | Box-office        | Date d'arrêt du box-office | Nombre de semaines |
| ----------------- | ----------------- | -------------------------- | ------------------ |
| États-Unis Canada | 227 471 070 $     | 29 novembre 2007           | 16                 |
| France            | 1 539 364 entrées | 7 novembre 2007            | 9                  |
| Suisse            | 84 883 entrées    | 18 septembre 2007          | 2                  |
| Total mondial     | 444 100 035 $     | 29 novembre 2007           | 16                 |

## SagaJason Bourne
1. La Mémoire dans la peau (The Bourne Identity) de Doug Liman (2002)
2. La Mort dans la peau (The Bourne Supremacy) de Paul Greengrass (2004)
3. La Vengeance dans la peau (The Bourne Ultimatum) de Paul Greengrass (2007)
4. Jason Bourne : L'Héritage (The Bourne Legacy) de Tony Gilroy (2012)
5. Jason Bourne de Paul Greengrass (2016)

## Distinctions

### Récompenses
Source et distinctions complètes : Internet Movie Database
- 80e cérémonie des Oscars :
  - Oscar du meilleur montage
  - Oscar du meilleur montage de son
  - Oscar du meilleur mixage son

## Jeu vidéo
Le film a été adapté en jeu vidéo sous le titre The Bourne Ultimatum Mobile par VU Games en 2007.